# Hugleville-en-Caux
Hugleville-en-Caux é uma comuna francesa na região administrativa da Normandia, no departamento de Sena Marítimo. Estende-se por uma área de 9,44 km². Em 2010 a comuna tinha 428 habitantes (densidade: 45,3 hab./km²).